# Килич-Арслан III
Килич-Арслан III (*д/н — 1205) — 8-й султан Рума в 1204—1205 роках. Ім'я перекладається як «Меч лева». Повне ім'я Ізз ад-Дін Килич-Арслан бен Сулейман-шах.

## Життєпис
Походив з династії Сельджукидів. Син Сулейман-шаха, султана Рума. Про дату народження нічого невідомо. Втім, коли раптово у 1204 році помер його батько, Килич-Арслан був досить молодим. Наближені до сулейман-шаха оголосили в Коньї новим султаном саме Килич-Арслана.
Вазом з тим із візантійських володінь мав намір повернутися стрийко нового султана — Кей-Хосров I, якого 1196 року повалив Сулейман-шах. Щоб завадити цьому Килич-Арслан III уклав договір з Костянтином ласкарісом, візантійським імператором, відповідно до якого той затримає або арештує Кей-Хосрова. Натомість Килич-Арслан III обіцяв мир на кордонах та допомогу проти Латинської імперії. Під час панування цього султана до Рума було приєднано Испартський емірат, де правили рештки Данішмендидів.
У 1205 році Кей-Хосров втік з Нікеї та рушив до Коньї. На шляху війська переходили на його бік. За цих обставин Килич-Арслан III міг чинити невеликий опір. Зрештою його було повалено. Спочатку новий султан Кей-Хосров I призначив Килич-Арслана маліком (намісником) колишнього батьківського володіння — Токати. Втім невдовзі змінив думку, наказав небожу залишитися в Коньї. Зрештою запроторено до фортеці поблизу столиці і невдовзі після цього страчено.